# All Hell's Breakin' Loose
All Hell's Breakin' Loose è un singolo del gruppo hard rock americano dei Kiss pubblicato nel 1984. 
È il secondo singolo estratto dall'album Lick It Up.

## Descrizione
Si tratta di uno dei soli tre pezzi scritti da ogni membro della band, insieme a Love Theme from Kiss, presente nel primo album, e Back to the Stone Age, in Monster. Il brano venne in realtà scritto inizialmente dal batterista Eric Carr, e venne poi ultimato dagli altri musicisti. In origine doveva rappresentare l'influenza su Carr da parte dei Led Zeppelin, per cui rimase stupito quando Paul Stanley gli scrisse sopra delle strofe rappando. La versione finale incisa sul disco rappresenta infatti uno dei primi esempi di Rap rock, che conoscerà il successo solo nella seconda metà degli anni '80 e soprattutto negli anni '90. La canzone non è mai stata suonata dal vivo, se non nel Lick It Up Tour che seguì.

## Tracce
- Lato A: All Hell's Breakin' loose
- Lato B: Young and Wasted

## Formazione
- Paul Stanley - voce principale o secondaria (Young and Wasted), chitarra ritmica[1]
- Gene Simmons - voce principale (Young and Wasted) o secondaria, basso[1]
- Eric Carr - batteria, cori[1]
- Vinnie Vincent - chitarra solista[1]